# Giải Genie cho phim hay nhất
Giải Genie cho phim hay nhất là một giải của Viện Hàn lâm Điện ảnh và Truyền hình Canada dành cho phim của Canada được bầu chọn là hay nhất.

## Giải Genie lần 1
- The Changeling (Garth Drabinsky, Joel B. Michaels)
- Cordélia (Jean-Marc Garand)
- Klondike Fever (Gilbert W. Taylor, Peter Welbeck)
- Meatballs (Daniel Goldberg, John Dunning, André Link)
- Running (Robert M. Cooper, John M. Eckert, Ronald I. Cohen)

## Giải Genie lần 2
- Les Bons débarras (Claude Godbout, Marcia Couelle)
- L'Homme à tout faire (René Malo)
- The Hounds of Notre Dame (Fil Fraser)
- The Lucky Star (André Fleury, Claude Léger)
- Tribute (Joel B. Michaels, Garth Drabinsky)

## Giải Genie lần 3
- Ticket to Heaven (Ronald I. Cohen, Vivienne Leebosh)
- The Amateur (Garth Drabinsky, Joel B. Michaels)
- Heartaches (David Patterson, Jerry Raibourn)
- Les Plouffe (Justine Héroux, Denis Héroux)
- Scanners (Victor Solnicki, Pierre David, Claude Héroux)

## Giải Genie lần 4
- The Grey Fox (Peter O'Brian)
- La Guerre du feu (Denis Héroux, John Kemeny)
- Harry Tracy, Desperado (Ronald I. Cohen)
- Latitude 55° (August Schellenberg)
- Threshold (Jon Slan, Michael Burns)
- Une journée en taxi (Robert Ménard)

## Giải Genie lần 5
- The Terry Fox Story (Robert M. Cooper)
- A Christmas Story (Bob Clark, René Dupont)
- Lucien Brouillard (René Gueissaz, Marc Daigle)
- Maria Chapdelaine (Murray Shostak, Robert Baylis)
- The Wars (Richard Neilson)

## Giải Genie lần 6
- The Bay Boy (Denis Héroux,John Kemeny)
- La Femme de l'hôtel (Bernadette Payeur)
- La Guerre des tuques (Nicole Robert, Rock Demers)
- Mario (Jean Beaudin, Hélène Verrier)

## Giải Genie lần 7
- My American Cousin (Peter O'Brian)
- 90 ngàys (David Wilson, Giles Walker)
- Joshua Then and Now (Robert Lantos, Stephen J. Roth)
- Le Matou (Justine Héroux)
- One Magic Christmas (1985) (Peter O'Brian)

## Giải Genie lần 8
- The Decline of the American Empire (Roger Frappier, René Malo)
- Dancing in the Dark (Anthony Kramreither)
- John and the Missus (John Hunter, Peter O'Brian)
- Loyalties (Ronald Lillie, William Johnston)
- Pouvoir intime (Claude Bonin)

## Giải Genie lần 9
- Night Zoo (Roger Frappier, Pierre Gendron)
- Family Viewing (Atom Egoyan)
- I've Heard the Mermaids Singing (Patricia Rozema, Alexandra Raffe)
- Life Classes (Stephen Reynolds)
- Train of Dreams (Sam Grana)

## Giải Genie lần 10
- Dead Ringers (David Cronenberg, Marc Boyman)
- The Outside Chance of Maximilian Glick (Stephen Foster)
- Les Portes tournantes (Francyne Morin, René Malo)
- A Winter Tan (Aerlyn Weissman, John Frizzell, Louise Clark, Jackie Burroughs, John Walker)
- À corps perdu (Robin Spry, Denise Robert)

## Giải Genie lần 11
- Jesus of Montreal (Roger Frappier, Pierre Gendron)
- Bye Bye Blues (Arvi Liimatainen, Anne Wheeler)
- Cold Comfort (Ray Sager, Ilana Frank)
- Speaking Parts (Atom Egoyan)
- Termini Station (Allan King)

## Giải Genie lần 12
- Black Robe (Robert Lantos, Sue Milliken, Stéphane Reichel)
- Chaindance (Richard Davis)
- Perfectly Normal (Michael Burns)
- The Company of Strangers (David Wilson)
- Une histoire inventée (Claudio Luca, Robin Spry)

## Giải Genie lần 13
- Naked Lunch (Gabriella Martinelli, Jeremy Thomas)
- Being at Home with Claude (Louise Gendron)
- Léolo (Aimée Danis, Lyse Lafontaine)
- Requiem pour un beau sans-coeur (Nicole Robert, Lorraine Dufour)
- La Sarrasine (Marc Daigle, Lise Abastado)

## Giải Genie lần 14
- Thirty Two Short Films About Glenn Gould (Niv Fichman)
- La Florida (Pierre Sarrazin, Claude Bonin)
- Harmony Cats (Richard Davis, Alan Morinis)
- The Lotus Eaters (Sharon McGowan)
- Le Sexe des étoiles (Pierre Gendron, Jean-Roch Marcotte)

## Giải Genie lần 15
- Exotica (Atom Egoyan, Camelia Frieberg)
- Double Happiness (Rose Lam Waddell, Stephen Hegyes)
- Louis 19, le roi des ondes (Jacques Dorfmann, Richard Sadler)
- Mon amie Max (Aimée Danis,Danièle Bussy)
- Whale Music (Raymond Massey, Steven DeNure)

## Giải Genie lần 16
- The Confessional (Denise Robert)
- Liste noire (Marcel Giroux)
- Magic in the Water (Rick Stevenson, Matthew O'Connor)
- Margaret's Museum (Christopher Zimmer, Mort Ransen, Claudio Luca, Steve Clark-Hall)
- Rude (Damon D'Oliveira, Karen King)

## Giải Genie lần 17
- Lilies (Robin Cass, Arnie Gelbart, Anna Stratton)
- Crash (David Cronenberg)
- Hard Core Logo (Brian Dennis, Christine Haebler)
- Long Day's Journey Into Night (Niv Fichman, Daniel Iron)
- Le Polygraphe (Philippe Carcassonne, Bruno Jobin, Jean-Pierre St-Michel, Ulrich Felsberg)

## Giải Genie lần 18
- The Sweet Hereafter (Atom Egoyan, Camelia Frieberg)
- Cosmos
- The Hanging Garden (Thom Fitzgerald, Louise Garfield)
- Karmina (Nicole Robert)
- Kissed (Dean English, Lynne Stopkewich)

## Giải Genie lần 19
- The Red Violin (Niv Fichman)
- Last Night (Daniel Iron, Niv Fichman)
- Regeneration (Allan Scott, Peter R. Simpson)
- Rupert's Land (Bill Thumm, Scott Kennedy)
- Such a Long Journey (Paul Stephens, Simon MacCorkindale)

## Giải Genie lần 20
- Sunshine (Robert Lantos, András Hámori)
- eXistenZ (Robert Lantos, David Cronenberg, András Hámori)
- Felicia's Journey (Bruce Davey)
- The Five Senses (Camelia Frieberg, Jeremy Podeswa)
- Histoires d'hiver (Claude Gagnon, Yuri Yoshimura-Gagnon)
- Post Mortem (Lorraine Dufour)

## Giải Genie lần 21
- Maelström (Roger Frappier, Luc Vandal)
- Love Come Down (Eric Jordan,Damon D'Oliveira, Clément Virgo)
- New Waterford Girl (Jennifer Kawaja, Julia Sereny)
- Possible Worlds (Sandra Cunningham, Bruno Jobin)
- Stardom (Denise Robert, Robert Lantos)
- To Walk with Lions (Pieter Kroonenburg, Julie Allan)

## Giải Genie lần 22
- Atanarjuat (Norman Cohn, Paul Apak Angilirq, Zacharias Kunuk, Germaine Wong)
- Eisenstein (Martin Paul-Hus, Regine Schmid)
- Treed Murray (Helen Du Toit)
- Un crabe dans la tête (Joseph Hillel, Luc Déry)
- The War Bride (Alistair MacLean-Clark, Douglas Berquist)

## Giải Genie lần 23
- Ararat (Robert Lantos, Atom Egoyan)
- Bollywood/Hollywood (David Hamilton, Robert Wertheimer)
- Québec-Montréal (Nicole Robert)
- Rare Birds (Paul Pope, Janet York)
- Suddenly Naked (Gavin Wilding)

## Giải Genie lần 24
- The Barbarian Invasions (Denise Robert, Daniel Louis, Fabienne Vonier)
- La Face cachée de la lune (Bob Krupinski, Mario St-Laurent)
- La Grande séduction (Roger Frappier, Luc Vandal)
- Owning Mahowny (András Hámori, Alessandro Camon, Seaton McLean)
- The Snow Walker (Rob Merilees, William Vince)

## Giải Genie lần 25
- Les Triplettes de Belleville (Paul Cadieux)
- Being Julia (Robert Lantos)
- Love, Sex and Eating the Bones (Jennifer Holness)
- Ma vie en cinémascope (Denise Robert, Daniel Louis)
- Mémoires affectives (Barbara Shrier)

## Giải Genie lần 26
- C.R.A.Z.Y. (Pierre Even, Jean-Marc Vallée)
- Familia (Luc Déry)
- It's All Gone Pete Tong (Elizabeth Yake, Allan Niblo, James Richardson)
- Saint Ralph (Michael Souther, Teza Lawrence, Andrea Mann, Seaton McLean)
- Water (David Hamilton)

## Giải Genie lần 27
- Bon Cop, Bad Cop (Kevin Tierney)
- The Little Book of Revenge (Roger Frappier, Luc Vandal)
- The Rocket (Denise Robert, Daniel Louis)
- Trailer Park Boys: The Movie (Barrie Dunn, Mike Clattenburg, Michael Volpe)
- A Sunday in Kigali (Lyse Lafontaine, Michael Mosca)

## Giải Genie lần 28
- Away From Her (Daniel Iron, Simone Urdl, Jennifer Weiss)
- L'Âge des ténèbres [Days of Darkness] (Denise Robert, Daniel Louis)
- Continental, un film sans fusil [Continental, a Film Without Guns] (Luc Déry, Kim McCraw)
- Eastern Promises (Robert Lantos, Paul Webster)
- Shake Hands With the Devil (Laszlo Barna, Michael Donovan)

## Giải Genie lần 29
- Amal (David Miller, Steven Bray)
- Ce qu'il faut pour vivre [The Necessities of Life] (Bernadette Payeur, René Chénier)
- Normal (Andrew Boutilier, Carl Bessai)
- Passchendaele (Niv Fichman, Francis Damberger, Paul Gross, Frank Siracusa)
- Tout est parfait [Everything Is Fine] (Nicole Robert)

Bản mẫu:GenieAwards